# Трамвай Ораньестада
Трамвай Ораньестада — система трамвая в городе Ораньестад на Арубе. Официальное открытие линии трамвая состоялось в декабре 2012 года, регулярное движение началось 19 февраля 2013 года.
Трамвайная линия прежде всего предназначена для перевозки пассажиров круизных судов из порта в центр города. Одноколейная линия длиной 1,9 км (с учётом закольцовки по Havenstraat) вокруг  идёт от Welcome Plaza до de Plaza Comercio. В качестве технического советника при строительстве линии выступает HTM — транспортное предприятие, эксплуатирующее трамвай Гааги.
Из эстетических соображений линия построена без контактной сети. Вместо этого трамваи оборудованы аккумуляторами и водородными топливными элементами. Электроэнергия и водород для работы трамвайной линии вырабатываются полностью из возобновляемых источников (ветряных и солнечных электростанций). На линии эксплуатируются 4 открытых трамвая в ретростиле.